# Мерт Мулдур
Мерт Мулдур (тур. Mert Müldür) је турски професионални фудбалер који игра на позицији десног или централног бека за Суперлигашки клуб Фенербахче. Рођен је у Аустрији али игра за репрезентацију Турске. Свестран играч, способан је да игра на више позиција.

## Играчка каријера

### Клубови
Рапид Беч
Мулдур се придружио омладинској академији СК Рапид Беч са шест година 2006. године и прошао је кроз све омладинске селекције и напредовао све до професионалног првог тима. Мулдур је дебитовао за СК Рапид у поразу у аустријској фудбалској Бундеслиги резултатом 4-1 од ФК Ред Бул Салцбург 13. маја 2018. године. Дана 29. маја 2018. Мулдур је потписао свој први професионални уговор са Рапидом на три године.
Сасуоло
Дана 20. августа 2019. Мулдир је потписао уговор са италијанским клубом Ју-Ес Сасуоло Калчо. Дебитовао је пет дана касније, ушао је као замена у поразу од Торина резултатом 2–1.
Дана 15. августа 2022. доживео је повреду скочног зглоба на почетку сезоне против Јувентуса и у тој сезони је пропустио 16 мечева.
Фенербахче
Дана 2. августа 2023, Фенербахче је објавио да је Мулдир потписао четворогодишњи уговор са Фенербахчеом до 2027. године.
За Фенербахче је дебитовао у победи од 3-0 УЕФА Лиге Европе над словеначким НК Марибором 17. августа 2023. године. Дана 21. августа 2023. дебитовао је у Супер лиги са тимом против Самсунспора у гостима, Фенербахче је победио са 2–0.

### Репрезентација
Рођен је у Аустрији од родитеља турског порекла, Мулдур је одлучио да игра за Турску и као омладински интернационалац наступао је за Турску. Мулдур је дебитовао за сениорску репрезентацију Турске 11. октобра 2018. у пријатељској утакмици 0–0 против Босне и Херцеговине. Постигао је први гол Турске на УЕФА ЕУРО 2024 против Грузије 18. јуна 2024. године.